# Norman Warne
Norman Dalziel Warne (6 luglio 1868 – Londra, 25 agosto 1905) è stato un editore inglese.
Terzo figlio dell'editore Frederick Warne, si unì alla casa editrice di suo padre, la Frederick Warne & Co come editore.
Nel 1900, la compagnia respinse The Tale of Peter Rabbit (La Storia di Peter Coniglio) di Beatrix Potter, ma alla fine riconsiderò l'idea e nell'ottobre del 1902 pubblicò il libro con grande successo. Norman Warne divenne l'editore della Potter e lavorarono insieme anche su diversi libri successivi.
Nel 1904, Beatrix Potter e Norman Warne lavorarono a stretto contatto per sviluppare la storia The Tale of Two Bad Mice ("La storia di due topi cattivi"). Beatrix Potter iniziò a trascorrere più tempo negli uffici dell'azienda di Warne e fece anche diverse visite a casa sua, per disegnare una casa delle bambole che l'editore stava costruendo per le sue nipoti. Nel luglio del 1905 Warne propose a Beatrix Potter di sposarla, lei accettò, ma il 25 agosto 1905, prima che potesse aver luogo il matrimonio, Warne morì improvvisamente di leucemia. Beatrix Potter rimase in contatto con la sorella di Warne, Millie, per molti anni, e i suoi fratelli Harold e Fruing divennero i suoi editori. La relazione tra la Potter e Norman Warne divenne la base per il film Miss Potter (2006).

## Carriera e relazione con Beatrix Potter
Nel 1894, Frederick Warne si ritirò dalla gestione della casa editrice londinese che portava il suo nome e ne cedette il controllo ai suoi tre figli, Harold, Fruing e Norman. Harold era il direttore, Fruing era responsabile delle vendite e Norman si occupava della produzione e di alcune vendite. I fratelli di Norman erano entrambi uomini sposati. Norman invece, quando incontrò la trentacinquenne Beatrix Potter nel 1901, era uno scapolo di 33 anni che viveva con la madre vedova e la sorella non sposata Amelia ("Millie") nella casa di famiglia a Bedford Square, nel quartiere di Bloomsbury a Londra. Beatrix Potter aveva quasi sempre avuto a che fare con Norman per motivi formali, durante gli accordi per la pubblicazione di Peter Rabbit. Alla firma del contratto, nel 1902 si instaurò tra loro maggiore confidenza.
Nell'ottobre del 1902, The Tale of Peter Rabbit fu pubblicato e Beatrix Potter divenne una frequentatrice abituale degli uffici di Warne, sempre accompagnata dall'anziana cuoca Elizabeth Harper, da qualcun altro della servitù oppure dall'amica e illustratrice Gertrude Woodward. Beatrix Potter e Norman Warne non rimasero mai soli in compagnia l'uno dell'altro. Le lettere di Beatrix Potter rivelano che si stava sviluppando un'amicizia tra l'autrice e il suo editore mentre discutevano delle possibilità per racconti futuri (in particolare lo scoiattolo Nutkin e il signor Jeremy Fisher ) e le problematiche del processo di stampa.
Nel 1903, Beatrix Potter scrisse a Warne che stava pensando a un sequel di Peter Rabbit per seguire The Tailor of Gloucester ("Il Sarto di Gloucester) e The Tale of Squirrel Nutkin ("La Storia dello Scoiattolo Nutkin"), ma apprese che Norman aveva lasciato Londra per un viaggio commerciale. Fu delusa quando Harold Warne la invitò negli uffici per discutere delle sue idee. Declinò bruscamente il suo invito e chiese che le sue lettere fossero inoltrate a Norman. Harold le suggerì gentilmente di inviare il sequel per la recensione di Norman al suo ritorno. La Potter lo fece, e il racconto fu pubblicato nel 1904 con il titolo Il Racconto di Benjamin Coniglio. La casa editrice Warnes voleva due libri all'anno dalla Potter, non solo per un vantaggio commerciale, ma perché impiegava una quantità straordinaria di tempo per completare le illustrazioni. Il secondo libro per il 1904 non era stato ancora deciso quando Beatrix Potter partì con i suoi genitori per l'estate a Fawe Park nella Regione dei Laghi. Lì disegnò sfondi per Benjamin Coniglio e tornò a Londra a settembre. Norman partì per un altro viaggio di lavoro a novembre e Beatrix Potter fece settimana di vacanza a Hastings, dove compose altre tre storie. Una di queste, The Tale of Two Bad Mice, venne accettata per essere pubblicata insieme alla Storia di Benjamin Coniglio.
Il corteggiamento di Norman Warne nei confronti di Beatrix Potter, fu condotto durante la creazione della Storia di Due topi cattivi. Entrambi si sono divertiti a sviluppare la storia dei topi. Warne aveva buona conoscenza riguardo alla tecnica delle illustrazioni (fornì alla Potter le bambole, il cibo giocattolo e le fotografie della casa delle bambole), ma le lettere di Potter, sebbene avvedute, rivelano la sua relazione sempre più intima e amorevole con lui e la sua crescente frustrazione con genitori. Essi temevano di portare in famiglia un uomo che consideravano socialmente inferiore; temevano inoltre che l'uomo avrebbe portato via la loro figlia nubile che, se fosse rimasta con loro, avrebbe potuto ricoprire per loro i ruoli di governante, infermiera e factotum.
Il 25 luglio 1905, la Potter era impegnata nella correzione delle prove per The Tale of Mrs. Tiggy-Winkle ("La Storia della Signora Tiggy-Winkle") quando Warne, in una lettera  le propose il matrimonio. Beatrix accettò il giorno stesso. I suoi genitori però si opposero con veemenza alla sua unione con Norman Warne, un commerciante senza risultati professionali. Beatrix Potter considerava le obiezioni dei suoi genitori ipocrite e irragionevoli perché entrambi provenivano da famiglie di commercianti di cotone. I due promessi si scambiarono gli anelli, ma Beatrix Potter cedendo alle richieste dei suoi genitori, non fece un annuncio pubblico. L'impegno sarebbe rimasto un segreto di famiglia. Nel frattempo, Norman tornò a Londra molto malato da un viaggio di lavoro a Manchester, e gli venne ordinato di rimanere in assoluto riposo fino al 29 luglio. Beatrix Potter lo vide l'ultima volta il 22 luglio. Il 4 agosto la scrittrice partì per un viaggio in Galles.
Norman Warne morì nella sua camera da letto a Bedford Square il 25 agosto per leucemia linfatica, una malattia difficile da diagnosticare a quell'epoca. Aveva 37 anni. I suoi funerali furono celebrati il 29 agosto nel cimitero di Highgate a Londra. Beatrix Potter venne richiamata a Londra il 25 dai Warnes ma non arrivò prima del 27. Il suo dolore era incommensurabile. A dicembre inviò a Millie Warne uno schizzo ad acquerello di un campo d'orzo che aveva completato la sera prima della morte di Norman: "Provo a pensare ai covoni d'oro e al raccolto", scrisse, "non ha vissuto a lungo ma ha realizzato una vita felice." 